# Mélody Donchet
Mélody Donchet, née le 1er juin 1990 à Étaples, est une joueuse de football freestyle française sextuple championne du monde de la discipline.

## Biographie
Née le 1er juin 1990 à Étaples dans le Pas-de-Calais, Mélody Donchet joue au football dès l’âge de cinq ans dans le club de la ville, l’AS Étaples. À 18 ans, alors qu’elle souhaite devenir joueuse professionnelle, elle se blesse à l’entraînement, une rupture des ligaments croisés du genou qui l'oblige à renoncer aux terrains,. Pendant sa rééducation, elle découvre le football freestyle.
En juin 2010, elle part habiter à Paris pour vivre de sa passion. En 2012, dans l'amphithéâtre de Lecce, la Nordiste est sacrée vice-championne du monde de football freestyle après avoir été battue en finale par la Hongroise Kitty Szasz.
En 2019, Mélody Donchet participe à l'émission télévisée La France a un incroyable talent lors de laquelle elle se blesse au genou après avoir impressionné trois des quatre jurés.
En 2020, avec ce sixième titre du championnat du monde de football freestyle, la joueuse, hommes et femmes confondus, devient la plus titrée de la discipline en remportant la compétition organisée à distance en raison de la pandémie de Covid-19,. Cette même année, elle participe à l’élaboration du jeu Street Power Football en compagnie de Sean Garnier.